# Fitches Creek (Fluss)
Der Fitches Creek ist ein Bach der Karibikinsel Antigua, im Staat Antigua und Barbuda. Obschon nur wenige Kilometer lang, gehört er zu den Hauptflüssen der kleinen Insel.

## Lauf und Landschaft
Der Fitches Creek entwässert das Gebiet östlich der Hauptstadt Saint John’s zum North Sound, der atlantischen Nordostküste Antiguas.
Er bildet sich aus mehreren Gerinnen, die aus dem Raum Potters und Piggotts östlich von Saint John’s und aus dem Raum Sea View Farm in den Central Central Plain nördlich All Saints kommen, und sich bei Lightfoot und Sugar Factory (Gunthorbes), direkt westlich des Sir Vivian Richards Stadium, vereinen. Knapp 2 Kilometer weiter nördlich, südöstlich des Ortes Fitches Creek und westlich der Halbinsel von Blackman’s Point, mündet der Bach in die südliche Fitches Creek Bay, eine innere Nebenbucht des North Sound.

## Hydrographie, Nutzung und Naturschutz
Mit einem Einzugsgebiet von 10,4 km² ist das Fitches-Creek-Einzugsgebiet (Nr. 3/5) das fünftgrößte der Insel. Hier befinden sich etliche mittelgroße Speicherteiche, die die landwirtschaftliche Bewässerung sicherstellen: Die Insel Antigua leidet – im Unterschied zu den anderen Karibikinseln – unter Trockenheit, und wird immer wieder von schweren Dürren heimgesucht. Nach dem Einzugsgebiet Bethesda (Nr. 47, an der Willoughby Bay) mit dem Bethesda Dam ist Fitches Creek das landwirtschaftlich zweitbesterschlossene Gewässergebiet. Das Gesamtspeichervolumen im Raum beträgt über 410.000 m³ (Bethesda-Reservoir: 537.000 m³), das ist 1⁄4 des gespeicherten Bewässerungsvorrats der Insel (1,5 Mio. m³).
Das Mündungsästuar des Fitches Creek ist heute noch ein weitgehend naturbelassenes Feuchtgebiet, und für Vogelreichtum bekannt. Es gehört zur von BirdLife International beschriebenen Important Bird Area Fitches Creek Bay (AG007), ein Fitches Creek Protected Area (o.n.A.) – zusammen mit den nördlichen Mündungsraums des Winthorpes Foot Creek – wurde vorgeschlagen, eine rechtliche Umsetzung eines Schutzgebietes steht aus.